# Libuše (ópera)
Libuše es una "ópera de fiesta" en tres actos con música de Bedřich Smetana y libreto escrito originalmente en alemán por Josef Wenzig, y traducido luego al checo por Ervin Špindler. Se estrenó en el Teatro Nacional en Praga el 11 de junio de 1881.
En el mito histórico checo, Libuše, el rol titular, profetizó la fundación de Praga.  La ópera fue compuesta en 1871-1872 para la coronación de Francisco José como rey checo. Esto no llegó a ocurrir y Smetana guardó Libuše para la inauguración del Teatro Nacional de Praga, lo que ocurrió nueve años después. Luego de la destrucción del teatro Nacional en un incendio, la misma ópera inauguró el teatro reconstruido en 1883.  
Esta ópera rara vez se representa en la actualidad; en las estadísticas de Operabase aparece con sólo 6 representaciones en el período 2005-2010, siendo la segunda de Smetana.  

## Personajes
| Personaje                              | Tesitura  | Reparto del estreno, 11 de junio de 1881 (Director: Adolf Čech) |
| -------------------------------------- | --------- | --------------------------------------------------------------- |
| Reina Libuše                           | soprano   | Marie Sittová                                                   |
| Chrudoš                                | bajo      | Karel Čech                                                      |
| Sťáhlav, hermano menor de Chrudoš      | tenor     | Antonín Vávra                                                   |
| Radmilla, hermana de Chrudoš y Sťáhlav | contralto | Betty Fibichová                                                 |
| Krasava                                | soprano   | Irma Reichová                                                   |
| Lutobor, padre de Krasava              | bajo      | František Hynek                                                 |
| Přemysl, un granjero de Stadice        | barítono  | Josef Lev                                                       |
| Radovan                                | barítono  | Leopold Stropnický                                              |